# 에탕 음바페
에탕 음바페 로탱(프랑스어: Ethan Mbappé Lottin, 2006년 12월 29일 ~)은 프랑스의 축구 선수로 포지션은 중앙 미드필더이다. 현재 릴 소속이다. 킬리안 음바페의 남동생이다.